# Witte eenstaart
De witte eenstaart (Cilix glaucata) is een nachtvlinder uit de familie Drepanidae, de eenstaartjes. De spanwijdte van de vlinder bedraagt tussen de 18 en 22 millimeter.

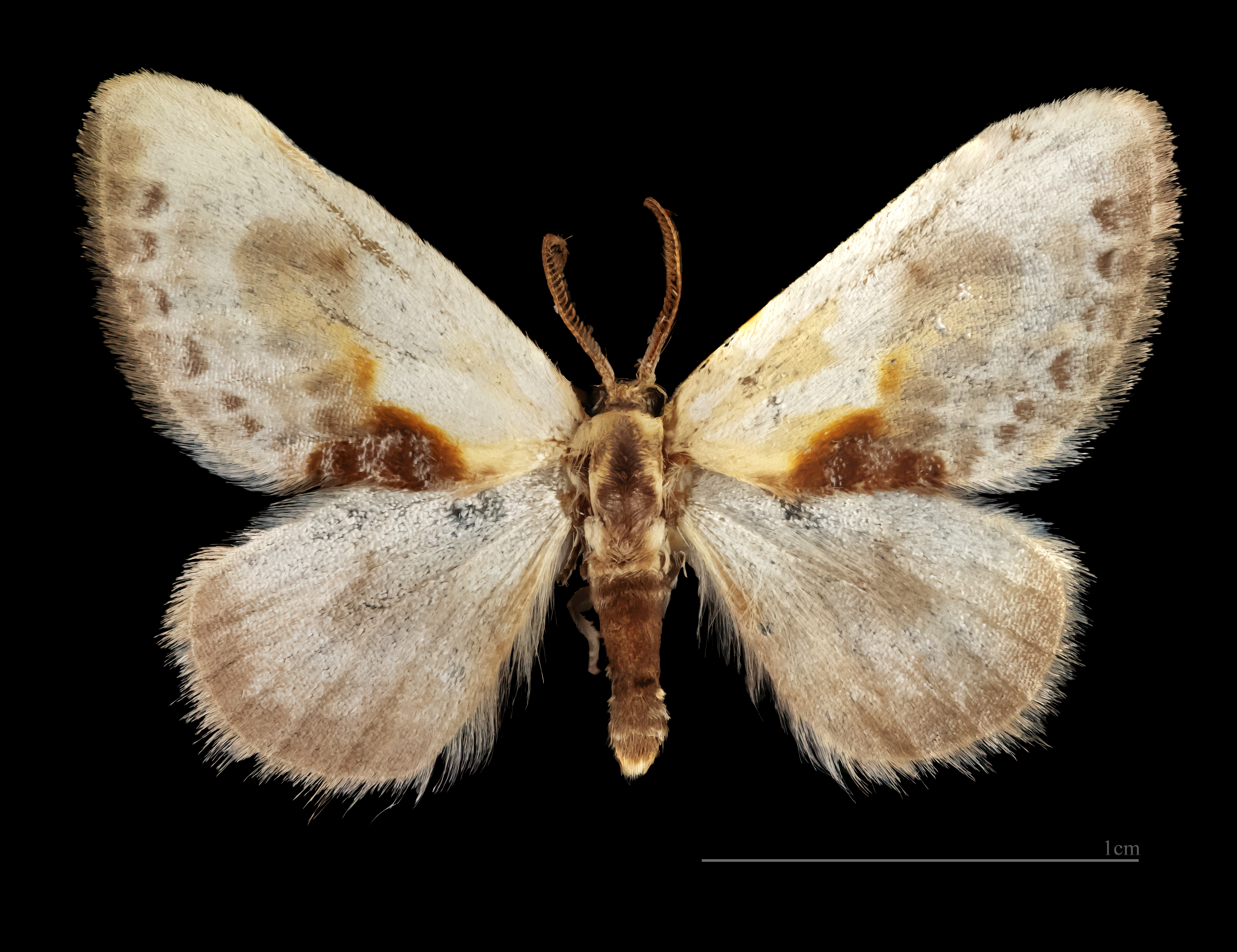
♂
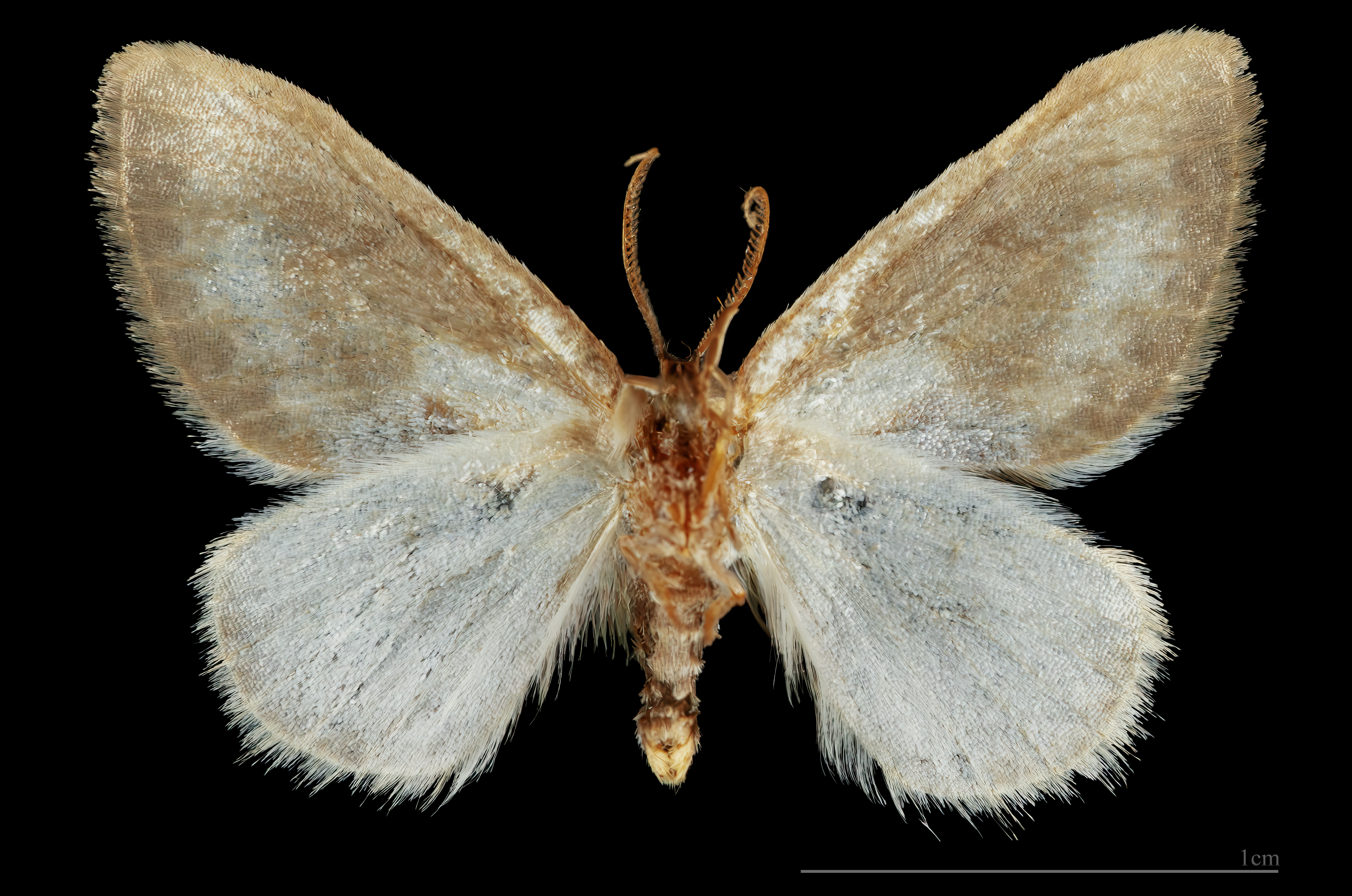
△ ♂

De vlinder komt voor boven zandgronden zoals de duinen en de veluwe. Daar is de vlinder vaak algemeen maar op andere plaatsen kan de vlinder geheel ontbreken. Het verspreidingsgebied beslaat geheel Europa en Noord-Afrika.
Vanaf april tot en met juni vliegt de eerste generatie en in juli en augustus de tweede. De vlinder overwintert als pop.
De waardplanten komen uit de geslachten braam, meidoorn en prunus.